# رافائل رامیرز
رافائل رامیرز، (به اسپانیایی: Rafael Ramírez) (زاده ۴ اوت ۱۹۶۳) سیاست‌مدار و مدیر ارشد اجرایی ونزوئلایی است، که در حال حاضر به‌عنوان مدیر عامل اجرایی شرکت پترولئوس دی ونزوئلا فعالیت می‌نماید. وی در سال ۲۰۰۲ توسط هوگو چاوز به این سمت منصوب شد. رامیرز در گذشته برای مدتی وزیر انرژی و معادن ونزوئلا نیز بوده است.